# Црква Светог пророка Илије у Равнаји
Црква Светог пророка Илије у Равнаји, насељеном месту на територији општине Крупањ, припада Епархији шабачкој Српске православне цркве.
Црква посвећена Светом пророку Илији, саграђена је на Црквишту, на земљи коју је поклонио Владисав Ивановић, у Доњој мали, поред извора, на простору који је са свих страна окружен шумом, тако да је видљива само из ваздуха. Градња цркве је почела 1923. године, а завршена 1931. године. Цркву је освештао 1935. године епископ шабачки Симеон Станковић.
Црква је обновљена 2008. године уз финансијску помоћ Министарства културе и уз ангажовање становника села. По легенди на месту где је црква саграђена, закопана су манастирска звона.